# 小康普頓 (密蘇里州)
小康普頓（英語：Little Compton）是位於美國密蘇里州卡羅爾縣的非建制地區。

## 歷史
小康普頓的郵局於1850年設立，其後於1903年停運。

## 地理
小康普頓所處的海拔為高於海平面222米（即728英呎），而該地所採用的時區為UTC-6，即北美中部時區（CST）。同時該地設有夏令時間，為UTC-6調快一小時，即UTC-5（CDT）。